# Гусман, Давид Хоакин
Давид Хоакин Гусман (исп. David Joaquín Guzmán; 1843—1927) — сальвадорский учёный-эрудит (археолог, геолог, биолог), куратор музея, педагог и писатель
. Основатель и первый директор Национального музея антропологии Давида Х. Гусмана, названного в его честь. Он также основал музей антропологии в Никарагуа. Занимал несколько должностей в парламенте и правительстве.

## Семья и образование
Давид Хоакин Гусман родился в Сан-Мигеле (Сальвадор) в семье генерала Хоакина Эфрасио Гусмана, недолгое время занимавшего пост президента Сальвадора. В 1844 году его отец, тогдашний вице-президент, сверг Франсиско Малеспина, который привёл страну к войне против Гватемалы. Большая часть населения столицы поддержала Гусмана, который отбыл остаток президентского срока до 1845 года.
Гусман-младший получил степень бакалавра философии в Университете Сан-Карлоса в Гватемале. Во время учёбы в университете он воспринял принципы европейского либерализма. В 1862 году он совершил путешествие по Европе, а в 1869 году получил в Париже звание доктора медицины.

## Карьера
В 1870 году Гусман вернулся в Сальвадор. В следующем году он был выбран депутатом Учредительного национального собрания, созванного тогдашним президентом Сантьяго Гонсалесом. Впрочем, его депутатство в столице было недолгим.
Вскоре он вернулся в Сан-Мигель, где посвятил себя научным исследованиям, например, инициировал серию геологических изысканий и предпринял ботанические исследования по классификации флоры и фауны севера Сан-Мигеля и Чалатенанго.
В 1872 году Гусман служил в кабинете президента Гонсалеса в должности заместителя министра народного просвещения и внешних связей. В 1874 году он помог основать Школу искусств и карьеры в Сан-Сальвадоре (Escuela de Artes y Oficios de San Salvador). В том же году Гусман возглавил государственную кампанию по вакцинации, борясь с эпидемией оспы в некоторых районах страны.
В 1875 году Гусман и Дарио Гонсалес организовали геологическую экспедицию по изучению остатков реки Лос-Фрайлес, к юго-западу от Илобаско, во время которого они обнаружили окаменелости мастодонта.
Между 1881 и 1887 годами Гусман работал профессором медицины и ботаники в Университете Сальвадора. 9 октября 1883 года по инициативе Гусмана президент Рафаэль Сальдивар открыл Национальный музей Сальвадора для демонстрации национальных коллекций, связанных с археологией, историей и изобразительным искусством. Будучи ответственным за его создание и большую часть его содержания, Гусман стал первым директором этого музея. Он пожертвовал туда коллекции произведений искусства и артефактов ольмеков и майя.
В 1886 году Гусман вернулся в политику и был избран депутатом Учредительного национального собрания, созванного Франсиско Менендесом. Там Гусман способствовал принятию либеральных законов.
В 1891 году Гусман отправился в Коста-Рику, чтобы возглавить очередную научную экспедицию. С 1896 по 1898 год он проживал в Никарагуа.
В 1916 году Гусман победил в литературном конкурсе, организованном государством под руководством президента Карлоса Мелендеса, за создание «Речи к флагу Сальвадора».
Гусман писал публицистику, поэзию и статьи, которые были собраны в различные тома. Его «Избранные произведения» (Obras Escogidas) были опубликованы посмертно.